# Pintér Zsolt

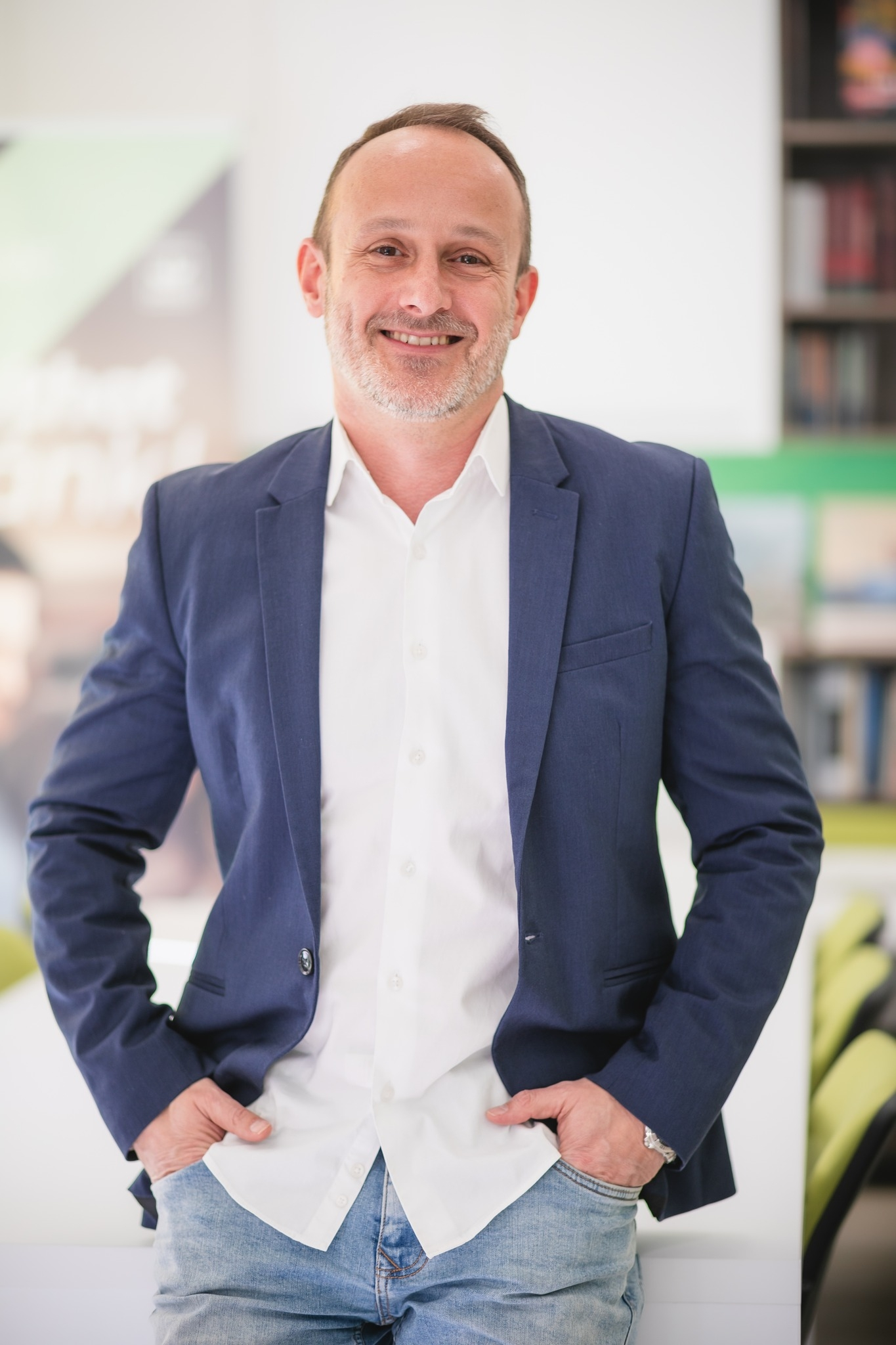
Pintér Zsolt

Pintér Zsolt (Nagybánya, 1975. január 10. –) erdélyi magyar politikus, tervezőgrafikus és cégvezető. 2021 óta ő tölti be az RMDSZ Máramaros megyei, valamint nagybányai szervezetének elnöki tisztséget.

## Életrajz
Felsőfokú tanulmányait a Kolozsvári Művészeti és Formatervezési Egyetem design szakán, valamint a Babeș-Bolyai Tudományegyetem Politika-, Közigazgatás- és Kommunikációtudományi Karának politológia szakán végezte. 
Húsz éve aktívan tevékenykedik a nagybányai civil szférában, több civil szervezet alapítója és vezetője. 2004-ben indította útjára és azóta is működteti a Nagybanya.ro hírportált, amely a környék első és legismertebb magyar nyelvű hírportálja. 
2005-ben több nagybányai fiatallal közösen kezdeményezte a Főtér Fesztivál néven ismert Nagybányai Magyar Napokat, amelyet 15 évig koordinált és szervezett.
Ezzel párhuzamosan ugyanabban az évben fiatal tanárokkal együtt megalakította az Iskoláinkért, Gyermekeinkért Egyesületet, amelynek fő tevékenysége a magyar gyermekek toborzása magyar anyanyelvű iskolákba. 2010-ig töltötte be az egyesület elnöki tisztségét.

## Politikai pályafutása
2004-ben került be a helyi politikába, ahol az RMDSZ Nagybányai szervezetében ifjúsági alelnöki tisztséget töltött be. 2011-től az Új Fejezet csoport társalapítója és tagja volt. 2020 novemberétől az RMDSZ önkormányzati képviselője volt a nagybányai helyi tanácsban.
2020 decemberében az RMDSZ Szövetségi Állandó Tanácsa a sikertelen önkormányzati választási eredmények miatt általános tisztújítást írt ki a Nagybánya és a Történelmi Máramaros területi szervezeteinél.  2021-ben megválasztották az RMDSZ nagybányai szervezet elnökévé, valamint az egyesült Máramaros megyei szervezet első elnökévé.
2024-ben az RMDSZ Máramaros megyei szervezete, Pintér Zsolt vezetésével, történelmi sikert aratott az önkormányzati és európai parlamenti választásokon. Négy év után visszajutottak a megyei tanácsba, megőrizték a magyar polgármestereket, jelentősen megnövelték az önkormányzati tanácsosok számát, és több településen is visszajutottak a helyi tanácsba.